# К-424
К-424  — советская стратегическая атомная подводная лодка проекта 667БДР «Кальмар»,

## История
Ракетный подводный крейсер стратегического назначения К-424 был заложен в январе 1974 года в цехе 50 ПО СМП в Северодвинске по проекту 667БД. В процессе строительства было решено достроить корабль по проекту 667БДР с прежним радиоэлектронным вооружением, но с новым ракетным комплексом Д-9Р. «Народы Советского Союза строят свою подводную лодку для защиты социалистического отечества», — было выбито на закладной доске в киле корабля. 31 декабря 1975 года корабль был спущен на воду 9 июня 1976 года вошёл в состав ВМФ. В августе — октябре 1976 года была выполнена программа государственных испытаний под председательством Героя Советского Союза вице-адмирала Сорокина А. И. 11 сентября 1976 года во время гос. испытаний К-424 произошла авария. Вспоминает А. И. Макаренко, в то время главный инженер (впоследствии генеральный директор Северного машиностроительного предприятия, 1986—1988 гг.): «Мне позвонили и сказали: наша лодка во время испытаний коснулась грунта. Когда я увидел АПЛ, уже стоявшую в ремонте в доке „Звёздочка“, то пришёл в ужас: ничего себе „коснулись“! Обтекатель гидроакустического комплекса был разбит практически всмятку…» Долгие годы об этой аварии запрещено было говорить. Из-за ошибки штурмана корабль на глубине 210 метров и скорости 20 узлов опоздал с поворотом и, выйдя за пределы испытательного полигона, врезался в подводную скалу. «Катастрофическое развитие событий было предотвращено благодаря инициативным и исключительно правильным действиям сдаточного механика Г. Д. Павлюка и старшего инженера — механика общекорабельных систем А. В. Ненашева» — напишет в докладной записке на имя директора предприятия академик С. Н. Ковалёв, находившийся в это время на борту корабля.
В январе 1977 года корабль вошёл в состав 13 дивизии ПЛ, 3 Флотилии ПЛ, Северного флота с местом базирования в губе Оленья. 1977—1978 годы выполнено 22 ракетных пуска (4 Р-29РЛ — моноблоком, 6 пусков — Р-29Р с тремя ГЧ и 12 Р-29РК-с семью ГЧ) в рамках программы испытания ракетного комплекса Д-9Р. 18 января 1981 на К-424, в море, произошёл пожар в 3-м отсеке (из-за окурка загорелся фильтр в гальюне). Корабль всплыл в надводное положение, но благодаря грамотным действиям командира капитана 1 ранга Иванова Николая Александровича и экипажа, пожар был потушен и гибели личного состава удалось избежать. В мае 1984 года в ходе БС (командир капитан 1 ранга Плюснин Б. Ф.) подводный крейсер при нештатной ситуации ударился об лёд носовой частью. 27 сентября 1984 года РПКСН К-424 произвёл ракетную стрельбу от причала в губе Порчниха. 23 октября 1984 года, при подготовке к выходу в море, на К-424, из-за ошибки в действиях экипажа, произошёл разрыв перемычки ВВД, погибло два моряка и несколько были ранены. 19 мая 1986 года, во время ракетной стрельбы из надводного положения в губе Порчниха произошло падение ракеты на ракетную палубу, что вызвало пожар, потушенный пожарным кораблём. В марте 1988 года вошёл в состав Краснознаменной 31 ДПЛ СФ. В 1986—1988 годы прошёл средний ремонт на заводе «Звездочка» (г. Северодвинск). 08.08−21.10 1990 года, выполняя боевую службу в высокоширотных районах Арктики (командир капитан 1 ранга Паникоровский В.В, старший — капитан 1 ранга Кончин В. М.) обеспечила работы гравиметрической партии в предполюсном районе.
В апреле 1996 год выведен из состава действующих кораблей, переведена в отстой. Привода реактора опущены на нижние концевики, обварены. Первой из подводных лодок 667БДР проекта утилизирована на ГП СРЗ «Звёздочка».
За время службы РПКСН К-424 выполнил 16 боевых служб и 20 боевых дежурств.

## Командиры
- Капитан 1 ранга Жуков Борис Петрович (1974—1979) — 1 экипаж
- Капитан 1 ранга Дмитриев В. П. (1975—1977) — 2 экипаж
- Капитан 1 ранга Иванов Николай Александрович (1979—1981) — 1 экипаж
- Капитан 1 ранга Берзин Александр Александрович (1981—1983) — 1 экипаж
- Капитан 1 ранга Ширяев Владимир Сергеевич (1983—1985) — 1 экипаж
- Капитан 2 ранга Неволин Анатолий Георгиевич (1985—1986) — 1 экипаж
- Капитан 1 ранга Важинский А. Ф. (1977—1980) — 2 экипаж
- Капитан 1 ранга Плюснин Борис Фёдорович — 2 экипаж
- Капитан 1 ранга Косицин Василий Ильич — 2 экипаж
- Капитан 1 ранга Поникаровский Виктор Валентинович (1986—1992) — 1 экипаж
- Капитан 1 ранга Макеев — 1 экипаж
- Капитан 1 ранга Желтяков Александр Иванович — 2 экипаж
- Капитан 1 ранга Юдин Александр Борисович — 1 экипаж
- Капитан 2 ранга Васильев Юрий Михайлович — 2 экипаж
- Капитан 2 ранга Дородных Сергей Валерьевич (1996—1999)